# トランスインピーダンスアンプ

図1 単純化されたトランスインピーダンスアンプ

トランスインピーダンスアンプ（TIA）とは、オペアンプを用いて電流を電圧に変換する変換器である。トランスインピーダンスアンプはガイガー＝ミュラー計数管、光電子増倍管、加速度計、光検出器、その他センサーからの電流出力を、使いやすい電圧に変換するために用いられる。 
トランスインピーダンスアンプは、電圧よりも電流の方がより線形に近い応答を示すセンサーに用いられる。フォトダイオードの場合、多様な入力光に対する電流の応答の非線形性が1%以下であることも珍しくない。トランスインピーダンスアンプはフォトダイオードに対して低インピーダンスとして振る舞い、フォトダイオードをオペアンプの出力電圧から絶縁する。
最も単純な形はフィードバック抵抗 Rf のみからなる。このアンプのゲインはこの抵抗値で決まり、その値は -Rf となる。
トランスインピーダンスアンプにはいくつかの種類の配置があり、それぞれが特定の応用に向いている。それら全てに共通する要素は、センサーからの低レベルの電流を電圧に変換することである。ゲイン、バンド幅、電流と電圧のオフセットはセンサーの種類によって異なり、異なる配置のトランスインピーダンスアンプを必要とする。

## 直流での動作
図1の回路において、フォトダイオード（電流源）はグラウンドとオペアンプの入力の間に接続されている。オペアンプのもう一方の入力もグラウンドに設置されている。これにより、フォトダイオードにとっての負荷が低インピーダンスになり、フォトダイオードの電圧は低く保たれる。このフォトダイオードはバイアスなく光起電力を発生させるように動作する。オペアンプの高いゲインにより、フォトダイオードの電流は フィードバック電流と等しくなるように保たれ、Rf を流れる。フォトダイオードのオフセット電圧はとても低い。これにより、大きなオフセット出力電圧なしに、大きなゲインを得ることができる。この構成は、低レベルで大きなゲインを必要としているフォトダイオードに用いられる。
トランスインピーダンスアンプの、DCおよび低周波数域でのゲインは以下の式で表される。
{\displaystyle {\frac {V_{\text{out}}}{I_{\text{in}}}}=-R_{\text{f}}}
ゲインが大きい場合，オペアンプの非反転入力に入力オフセット電圧があると，出力にDCオフセットが発生する。 オペアンプの反転端子に入力バイアス電流が流れると、同様に出力オフセットが発生する。 これらの影響を最小限に抑えるため、トランスインピーダンス・アンプは通常、入力オフセット電圧が非常に低い電界効果トランジスタ（FET）入力のオペアンプで設計される。

図2 フォトダイオードを用いたトランスインピーダンスアンプ

光導電モードで動作するフォトダイオードでは、図2のようにトランスインピーダンスアンプを使用することができる。逆バイアスによって空乏層の幅が広がり、キャパシタンスが低下することで、高周波数域での性能が向上する。通常は、安定性の向上のためにフィードバック容量Cf が必要となる。